# Minijatura za Leksikon
Minijatura za Leksikon je glazbeni CD u izdanju Hrvatskog akademskog društva iz Subotice. Glazbu je skladao Hrvoje Tikvicki, a snimao János Pap. 
U Minijaturi je opisana povijest bačkih Hrvata kroz dijalog dva stara bunjevačka motiva, viđena kroz glazbeni svjetonazor skladatelja Hrvoje Tikvickog. Glazba je pisana za gudače i udaraljke u komornoj formi. 
Druga snimka je početna ideja Minijature. Radna snimka bila je osnovica, jednostavne orkestracije i standardnih računalnih zvukova. Autor smatra obje snimke jednako važnima.
Skladba Minijatura nastala je studenoga 2004. godine. Praizvedena je 13. prosinca 2004. u Velikoj dvorani Leksikografskog zavoda «Miroslav Krleža» u Zagrebu, na promociji Leksikona podunavskih Hrvata – Bunjevaca i Šokaca. Promocija u matičnoj Subotici bila je u Plavoj vijećnici Gradske kuće 22. prosinca 2004. prigodom predstavljanja drugog sveska Leksikona. 

## Popis pjesama
1. "Minijatura o Leksikonu podunavskih Hrvata - Bunjevaca i Šokaca"
2. "Radna snimka Minijature"